# San Giovanni Montebello
San Giovanni Montebello is een plaats (frazione) in de Italiaanse gemeente Giarre.